# Raspo Osnabrück
Raspo Osnabrück (vollständiger Name: Sportverein Rasensport DJK von 1925 e. V. Osnabrück) ist ein Sportverein aus Osnabrück. Mit etwa 2.000 Mitgliedern ist er der sechstgrößte Sportverein der Stadt. Die erste Fußballmannschaft spielte von 1943 bis 1945 in der erstklassigen Gauliga Weser-Ems. In der Saison 1981/82 nahm der Verein an der Endrunde des DFB-Pokals teil.

## Geschichte
Der Verein wurde am 1. November 1925 als FC Nahne gegründet. Im Jahre 1927 änderte der Verein seinen Namen in DJK Rasensport Osnabrück. Am 6. Oktober 1934 schloss sich Rasensport mit den DJK-Vereinen Niedersachsen und Saxonia zu Rasensport Osnabrück zusammen. Nach dem Ende des Zweiten Weltkrieges wurde der Verein von den britischen Besatzungsbehörden aufgelöst. Am 7. Oktober 1945 gründete sich unter dem Namen SV Grün-Weiß Osnabrück ein Nachfolgeverein, der am 21. August 1948 seinen heutigen Namen wieder annehmen. Im Jahre 2003 verschmolz der Polizei SV Osnabrück mit dem Rasensport. Seine Wurzeln liegen im jetzigen Stadtteil Nahne. Heute verfügt er über Sportstätten in den Stadtteilen Wüste und Kalkhügel.

### Fußball
Die Fußballer von Raspo nahmen zunächst am Spielbetrieb der Deutschen Jugendkraft teil und erreichten im Jahre 1932 das Endspiel um die Niedersachsenmeisterschaft, dass mit 4:5 gegen Blau-Weiß Lohne verloren wurde. Im Jahre 1943 wurde die Mannschaft in die kriegsbedingt neu geschaffene Gruppe Osnabrück der Gauliga Weser-Ems aufgenommen, wo sie in der Saison 1943/44 jedoch nur drei Spiele austragen konnte. Reichsbahn Cloppenburg wurde mit 3:2 besiegt, während die Rasensportler gegen den Lokalrivalen Reichsbahn Osnabrück mit 2:6 bzw. 1:2 verloren. Auch für die Saison 1944/45 war Raspo qualifiziert, jedoch ist nicht bekannt, ob in der Saison Spiele ausgetragen wurden.
In der Saison 1948/49 erreichten die Fußballer die Landesliga Osnabrück, damals die zweithöchste Spielklasse. Nachdem die Mannschaft um Eduard Sausmikat den Klassenerhalt verfehlt hatte, spielte sie in der Amateurliga 2 weiter, aus der sie 1950 absteigen mussten. Es folgten viele Jahre in der Bezirksklasse, lediglich in der Saison 1967/68 spielte Raspo ein Jahr in der Bezirksliga. 1975 ging es für den Verein dann runter in die Kreisliga, dem der direkte Wiederaufstieg folgte. 1979 gelang dank eines 1:0-Entscheidungsspielsieges über den punktgleichen BV Quakenbrück im neutralen Bramsche die Qualifikation für die neu geschaffene Bezirksliga Weser-Ems Süd.
1981 gewann Raspo den Bezirkspokal Weser-Ems durch einen 4:1-Sieg im Elfmeterschießen gegen den SV Emstek und qualifizierte sich damit für den DFB-Pokal 1981/82. In der ersten Runde am 29. August 1981 unterlagen die Rasensportler vor rund 2.000 Zuschauern im vereinseigenen Stadion an der Kokschen Straße dem damaligen Zweitligisten Fortuna Köln mit 1:2. Bachg erzielte den Ehrentreffer für die Osnabrücker. 1983 wurde Raspo Vizemeister der Bezirksliga hinter Blau-Weiß Hollage, drei Jahre später langte es zu Platz drei mit einem Punkt Rückstand auf Meister VfB Oldenburg II. In den späten 1980er Jahren rutschte die Mannschaft immer weiter ins Mittelfeld zurück. 1991 führte dies zu der kuriosen Situation, dass Raspos zweite Mannschaft trotz Meisterschaft in der Bezirksklasse nicht aufsteigen durfte, weil die erste Mannschaft in der Bezirksliga spielte.
Im Jahre 1994 stieg Raspo dann in die Bezirksklasse ab und hatte ein Jahr später das Pech, dass Rang zehn nicht zum Klassenerhalt reichte. Grund hierfür war die Verkleinerung der Bezirksklasse von acht auf fünf Staffeln. Im Jahre 2004 wurden die Rasensportler Vizemeister der Kreisliga Osnabrück-Stadt hinter dem SSC Dodesheide, scheiterte in der Aufstiegsrunde zur Bezirksklasse am BSV Holzhausen. Im Jahre 2011 gelang dann der Aufstieg in die Bezirksliga. Drei Jahre später ging es wieder zurück in die Kreisliga, wo die Rasensportler 2017 Vizemeister hinter dem TuS Haste 01 wurden. Fünf Jahre später gelang der Aufstieg in die Bezirksliga, jedoch musste die Mannschaft in der folgenden Saison 2022/23 gleich wieder absteigen.

### Andere Sportarten
Neben den Fußballern machte der Boxer Eugen Burhard den Verein bekannt. 2009 wurde er Deutscher Meister und EU-Meister im Leichtgewicht. Die Handballabteilung bildet zusammen mit den Handballern der Vereine Osnabrücker SC und SV Hellern die Handballspielgemeinschaft HSG Osnabrück.

## Persönlichkeiten
- Matthias Billen
- Eugen Burhard
- Ludwig Gerdes
- Hans Haferkamp
- Reinhard Haseldiek
- Friedel Helbrecht
- Ewald Nienhaus
- Eduard Sausmikat
- Friedrich Schrebb
- Martin Schwanholz
- Daniel Thioune
- Hakim Traoré
- Omar Haktab Traoré